# St. Mauritius (Christazhofen)

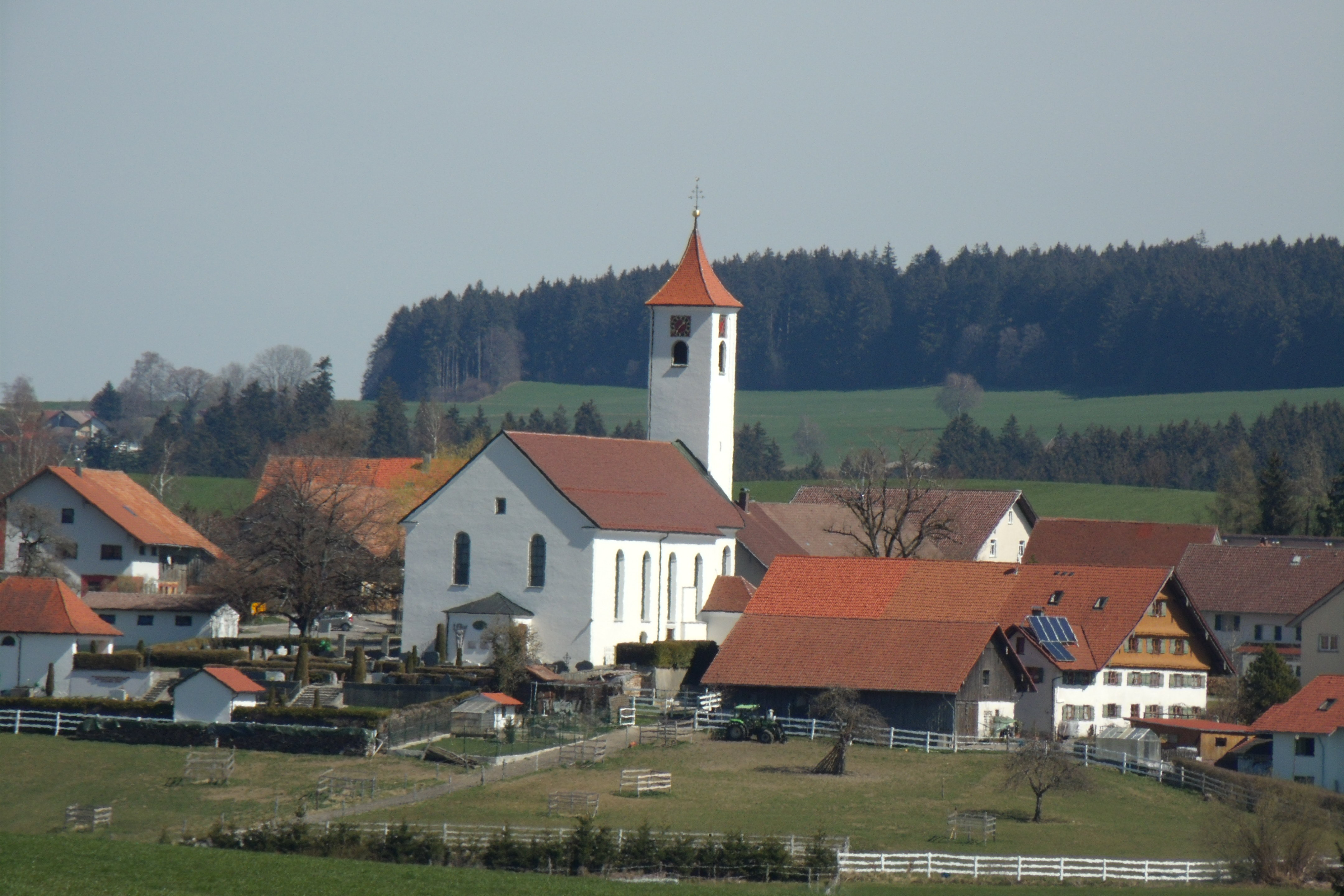
St. Mauritius in Christazhofen

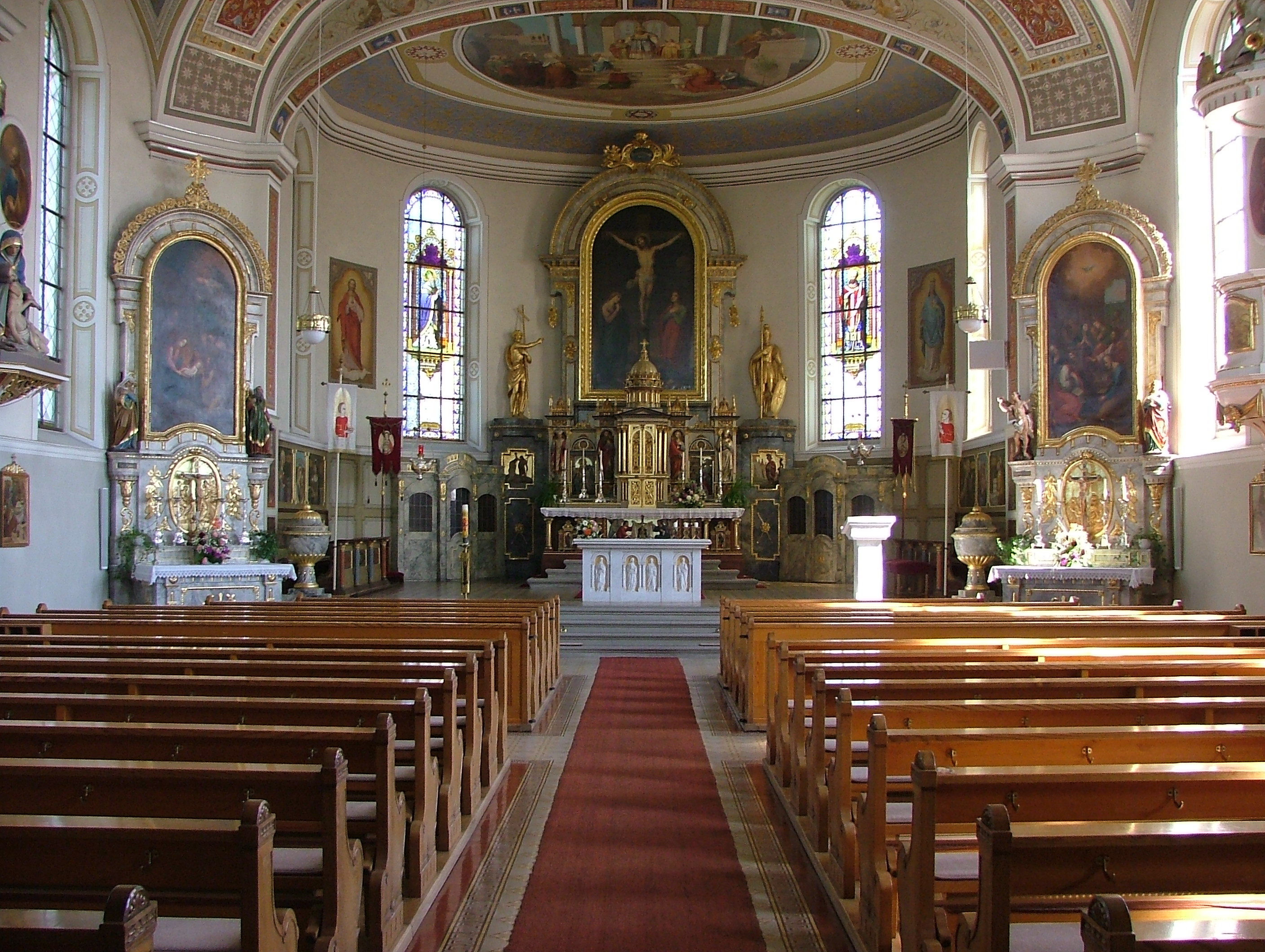
Innenansicht

Die römisch-katholische Pfarrkirche St. Mauritius steht in Christazhofen, einer Ortschaft der Gemeinde Argenbühl im Landkreis Ravensburg in Baden-Württemberg. Die Kirchengemeinde gehört zur Diözese Rottenburg-Stuttgart. Die Kirche ist als Denkmal beim Landesamt für Denkmalpflege Baden-Württemberg eingetragen.

## Beschreibung
Die Saalkirche wurde 1829/30 erbaut. Sie besteht aus einem Langhaus, das mit einem Satteldach bedeckt ist, einem eingezogenen, halbrund geschlossenen Chor und einem Kirchturm im Osten, dessen obere Geschosse die Turmuhr und den Glockenstuhl beherbergen.
Die Deckenmalerei im Innenraum schuf 1870 Max Bentele. Das Altarretabel von 1832 des Hochaltars, das die Kreuzigung Christi darstellt, stammt von Joseph Anton von Gegenbaur. Die Kanzel wurde 1834 im Stil des Louis-seize gebaut. Die Orgel wurde 1895 von der Gebr. Späth Orgelbau errichtet.